# Gran Suizo Femenino de la FIDE 2021
El Gran Suizo Femenino de la FIDE 2021 fue un torneo de ajedrez disputado en Riga, Letonia. Fue la primera edición de este torneo, que hasta entonces sólo se había disputado en su categoría absoluta, y se disputó en paralelo con este. Formó parte del ciclo de clasificación para el Campeonato Mundial Femenino de Ajedrez 2022, otorgando una plaza para el  Torneo de Candidatas 2022 a la primera jugadora que aún no hubiera clasificado.

## Formato
Fue un torneo del sistema suizo de 11 rondas, en el que participaron las siguientes 50 jugadoras:
- 40 clasificados por Elo: las 40 mejores mujeres según el promedio de las 12 listas de calificación del 1 de julio de 2020 al 1 de junio de 2021
- 4 plazas, una nominada por cada uno de los cuatro presidentes continentales de la FIDE
- 3 nominadas por el presidente de la FIDE.
- 3 nominadas por el organizador, incluido 1 calificada en línea.

En agosto de 2021, la FIDE anunció a las 40 mejores jugadoras por clasificación, así como 20 reservas.
Las cuatro jugadoras mejor clasificadas, Hou Yifan, Aleksandra Goryachkina, Koneru Humpy y Ju Wenjun, rechazaron la invitación. En el caso de Goryachkina. esta participó en el Gran Suizo absoluto. Por su parte, Ju no requería participar por ser la campeona del mundo vigente.

### Desempates
En caso de empate entre dos o más jugadoras, se aplicarían los siguientes desempates:
- Buchholz Cut 1: suma de los puntajes de los oponentes de cada jugadora, excluyendo al puntaje más bajo
- Bucholtz: suma de los puntajes de los oponentes
- Puntuación Sonneborn-Berger: suma de los puntajes de los oponentes vencidos más la mitad de la suma de los oponentes con los que realizaron tablas

## Posiciones
Se indican los resultados del siguiente modo: 
- se señala al oponente a quien se enfrentó cada jugadora mediante su posición final en la tabla
- se indica con qué color disputó la partida (w: blancas, b: negras)
- se indica el resultado a favor de la jugadora (1 victoria, ½ tablas, 0 derrota)

| Pos. | Nombre                  | Rating | 1    | 2    | 3    | 4    | 5    | 6    | 7    | 8    | 9    | 10   | 11   | Pts. |
| ---- | ----------------------- | ------ | ---- | ---- | ---- | ---- | ---- | ---- | ---- | ---- | ---- | ---- | ---- | ---- |
| 1.   | Lei Tingjie             | 2505   | 24b1 | 23w1 | 2b½  | 26w1 | 18b½ | 11w1 | 17b1 | 19w1 | 8b1  | 4w½  | 3b½  | 9    |
| 2.   | Elisabeth Pähtz         | 2475   | 12w1 | 33b1 | 1w½  | 18w½ | 6b1  | 3b½  | 9w1  | 8w½  | 4b0  | 5b½  | 10w1 | 7½   |
| 3.   | Zhu Jiner               | 2455   | 44b1 | 32w1 | 17b½ | 5w½  | 19b1 | 2w½  | 8b0  | 4w½  | 9w1  | 6b1  | 1w½  | 7½   |
| 4.   | Mariya Muzychuk         | 2536   | 35b½ | 10w½ | 7b½  | 21w½ | 24b1 | 18w1 | 6w½  | 3b½  | 2w1  | 1b½  | 5w½  | 7    |
| 5.   | Harika Dronavalli       | 2511   | 39w½ | 46b1 | 22w1 | 3b½  | 9w½  | 17w½ | 11b½ | 7w½  | 19b1 | 2w½  | 4b½  | 7    |
| 6.   | Lela Javakhishvili      | 2446   | 45w1 | 8b½  | 20w1 | 25b½ | 2w0  | 26w1 | 4b½  | 18w½ | 7b1  | 3w0  | 17b1 | 7    |
| 7.   | Olga Badelka            | 2438   | 49w1 | 20b½ | 4w½  | 41b½ | 28w1 | 9b0  | 21w1 | 5b½  | 6w0  | 33b1 | 12w1 | 7    |
| 8.   | Alexandra Kosteniuk     | 2518   | 47b1 | 6w½  | 26b½ | 10w1 | 17b0 | 14w1 | 3w1  | 2b½  | 1w0  | 9b½  | 13w½ | 6½   |
| 9.   | Natalia Pogonina        | 2467   | 43b1 | 28w1 | 18b½ | 17w½ | 5b½  | 7w1  | 2b0  | 11w1 | 3b0  | 8w½  | 14b½ | 6½   |
| 10.  | Bibisara Assaubayeva    | 2400   | 27w½ | 4b½  | 13w1 | 8b0  | 22w1 | 29b½ | 25b1 | 17w½ | 18b½ | 20w1 | 2b0  | 6½   |
| 11.  | Jolanta Zawadzka        | 2428   | 46w½ | 39b½ | 30w1 | 45b1 | 27w1 | 1b0  | 5w½  | 9b0  | 15w½ | 16b½ | 21w1 | 6½   |
| 12.  | Deysi Cori              | 2382   | 2b0  | 25w0 | 34b0 | 50w1 | 47b1 | 31w1 | 26b1 | 20w1 | 17b½ | 18w1 | 7b0  | 6½   |
| 13.  | Batkhuyagiin Möngöntuul | 2433   | 14b½ | 40w½ | 10b0 | 42b1 | 44w1 | 20w1 | 19b0 | 22b½ | 39w1 | 17w½ | 8b½  | 6½   |
| 14.  | Vantika Agrawal         | 2322   | 13w½ | 36b½ | 46w1 | 28b½ | 25w½ | 8b0  | 45w1 | 16b½ | 22w½ | 39b1 | 9w½  | 6½   |
| 15.  | Olga Girya              | 2410   | 18b0 | 34w1 | 32b½ | 37w1 | 26b½ | 19w0 | 40b½ | 25w1 | 11b½ | 27w½ | 24b1 | 6½   |
| 16.  | Pia Cramling            | 2447   | 32b0 | 44w0 | 31b½ | 48w1 | 40b½ | 43w1 | 24b1 | 14w½ | 29b½ | 11w½ | 27b1 | 6½   |
| 17.  | Nino Batsiashvili       | 2484   | 30w1 | 29b1 | 3w½  | 9b½  | 8w1  | 5b½  | 1w0  | 10b½ | 12w½ | 13b½ | 6w0  | 6    |
| 18.  | Nana Dzagnidze          | 2524   | 15w1 | 21b1 | 9w½  | 2b½  | 1w½  | 4b0  | 35w1 | 6b½  | 10w½ | 12b0 | 22w½ | 6    |
| 19.  | Alina Kashlinskaya      | 2493   | 28w0 | 43b1 | 42w1 | 44b1 | 3w0  | 15b1 | 13w1 | 1b0  | 5w0  | 21b0 | 29w1 | 6    |
| 20.  | Polina Shuvalova        | 2509   | 42b1 | 7w½  | 6b0  | 24w½ | 41w1 | 13b0 | 33w1 | 12b0 | 35w1 | 10b0 | 32w1 | 6    |
| 21.  | Iulija Osmak            | 2423   | 34b1 | 18w0 | 40b½ | 4b½  | 45w1 | 25w½ | 7b0  | 30w1 | 27b½ | 19w1 | 11b0 | 6    |
| 22.  | Antoaneta Stefanova     | 2475   | 40b½ | 31w1 | 5b0  | 32w½ | 10b0 | 44w1 | 34b1 | 13w½ | 14b½ | 29w½ | 18b½ | 6    |
| 23.  | Ekaterina Atalik        | 2420   | 48w1 | 1b0  | 41w0 | 30b½ | 38w½ | 45b½ | 28w1 | 39b0 | 40w1 | 32b½ | 33w1 | 6    |
| 24.  | Irene Kharisma Sukandar | 2406   | 1w0  | 48b1 | 27w½ | 20b½ | 4w0  | 38b1 | 16w0 | 42b½ | 34w1 | 36b1 | 15w0 | 5½   |
| 25.  | Zhansaya Abdumalik      | 2507   | 33w0 | 12b1 | 39w1 | 6w½  | 14b½ | 21b½ | 10w0 | 15b0 | 32w½ | 28b½ | 42w1 | 5½   |
| 26.  | Valentina Gunina        | 2462   | 38w1 | 41b1 | 8w½  | 1b0  | 15w½ | 6b0  | 12w0 | 46b1 | 33w0 | 40b½ | 39w1 | 5½   |
| 27.  | Dinara Saduakassova     | 2491   | 10b½ | 35w½ | 24b½ | 40w1 | 11b0 | 30w½ | 32b½ | 34w1 | 21w½ | 15b½ | 16w0 | 5½   |
| 28.  | Anna M. Sargsyan        | 2402   | 19b1 | 9b0  | 36w1 | 14w½ | 7b0  | 34w0 | 23b0 | 38b1 | 42w½ | 25w½ | 43b1 | 5½   |
| 29.  | Vaishali Rameshbabu     | 2419   | 50b1 | 17w0 | 44b0 | 31w1 | 32b½ | 10w½ | 30b½ | 40w1 | 16w½ | 22b½ | 19b0 | 5½   |
| 30.  | Monika Soćko            | 2397   | 17b0 | 50w1 | 11b0 | 23w½ | 36b1 | 27b½ | 29w½ | 21b0 | 37w½ | 47w1 | 31b½ | 5½   |
| 31.  | Meruert Kamalidenova    | 2339   | 36w½ | 22b0 | 16w½ | 29b0 | 42w1 | 12b0 | 49w1 | 33b0 | 50w1 | 35b1 | 30w½ | 5½   |
| 32.  | Salomé Melia            | 2371   | 16w1 | 3b0  | 15w½ | 22b½ | 29w½ | 33b½ | 27w½ | 35b½ | 25b½ | 23w½ | 20b0 | 5    |
| 33.  | Leya Garifullina        | 2409   | 25b1 | 2w0  | 37b½ | 36w½ | 34b½ | 32w½ | 20b0 | 31w1 | 26b1 | 7w0  | 23b0 | 5    |
| 34.  | Laura Rogule            | 2289   | 21w0 | 15b0 | 12w1 | 39b1 | 33w½ | 28b1 | 22w0 | 27b0 | 24b0 | 41w½ | 47b1 | 5    |
| 35.  | Aleksandra Maltsevskaya | 2411   | 4w½  | 27b½ | 45w0 | 38b½ | 37b1 | 41w1 | 18b0 | 32w½ | 20b0 | 31w0 | 49b1 | 5    |
| 36.  | Meri Arabidze           | 2441   | 31b½ | 14w½ | 28b0 | 33b½ | 30w0 | 49b½ | 38w½ | 41b½ | 46w1 | 24w0 | 44b1 | 5    |
| 37.  | Elina Danielian         | 2450   | 41w0 | 38b1 | 33w½ | 15b0 | 35w0 | 39b0 | 48w1 | 45b½ | 30b½ | 44w½ | 46w1 | 5    |
| 38.  | Hoang Thanh Trang       | 2380   | 26b0 | 37w0 | 50b1 | 35w½ | 23b½ | 24w0 | 36b½ | 28w0 | 44b½ | 48w1 | 45b1 | 5    |
| 39.  | Nataliya Buksa          | 2409   | 5b½  | 11w½ | 25b0 | 34w0 | 43b½ | 37w1 | 41b1 | 23w1 | 13b0 | 14w0 | 26b0 | 4½   |
| 40.  | Alina Bivol             | 2392   | 22w½ | 13b½ | 21w½ | 27b0 | 16w½ | 46b1 | 15w½ | 29b0 | 23b0 | 26w½ | 50b½ | 4½   |
| 41.  | Ketevan Arakhamia-Grant | 2376   | 37b1 | 26w0 | 23b1 | 7w½  | 20b0 | 35b0 | 39w0 | 36w½ | 47b0 | 34b½ | 48w1 | 4½   |
| 42.  | Karina Cyfka            | 2409   | 20w0 | 49b1 | 19b0 | 13w0 | 31b0 | 47w1 | 44b1 | 24w½ | 28b½ | 43w½ | 25b0 | 4½   |
| 43.  | Jovanka Houska          | 2381   | 9w0  | 19w0 | 48b½ | 49b1 | 39w½ | 16b0 | 46w0 | 50b1 | 45w1 | 42b½ | 28w0 | 4½   |
| 44.  | Padmini Rout            | 2380   | 3w0  | 16b1 | 29w1 | 19w0 | 13b0 | 22b0 | 42w0 | 49b1 | 38w½ | 37b½ | 36w0 | 4    |
| 45.  | Carolina Luján          | 2340   | 6b0  | 47w1 | 35b1 | 11w0 | 21b0 | 23w½ | 14b0 | 37w½ | 43b0 | 49w1 | 38w0 | 4    |
| 46.  | Divya Deshmukh          | 2305   | 11b½ | 5w0  | 14b0 | 47w½ | 48b1 | 40w0 | 43b1 | 26w0 | 36b0 | 50w1 | 37b0 | 4    |
| 47.  | Sophie Milliet          | 2410   | 8w0  | 45b0 | 49w½ | 46b½ | 12w0 | 42b0 | 50w1 | 48b1 | 41w1 | 30b0 | 34w0 | 4    |
| 48.  | Madara Golsta           | 2003   | 23b0 | 24w0 | 43w½ | 16b0 | 46w0 | 50b1 | 37b0 | 47w0 | 49w1 | 38b0 | 41b0 | 2½   |
| 49.  | María Eizaguerri Floris | 2328   | 7b0  | 42w0 | 47b½ | 43w0 | 50b1 | 36w½ | 31b0 | 44w0 | 48b0 | 45b0 | 35w0 | 2    |
| 50.  | Jesse February          | 1857   | 29w0 | 30b0 | 38w0 | 12b0 | 49w0 | 48w0 | 47b0 | 43w0 | 31b0 | 46b0 | 40w½ | ½    |